# 奧古斯塔偉士蘭AW609傾轉旋翼機
阿古斯塔韦斯特兰AW609（AgustaWestland AW609）是由意大利阿古斯塔韦斯特兰公司和貝爾直升機聯合生产的民用轻型、双发倾转旋翼机，其部分技术來自MV-22。
早期發展自1996年貝爾和波音的前導研發專案，研製民用傾轉旋翼機，2002年地面測試。AW609于2003年4月6日首飞，目前单价约为3000万美元。

## 技術規格

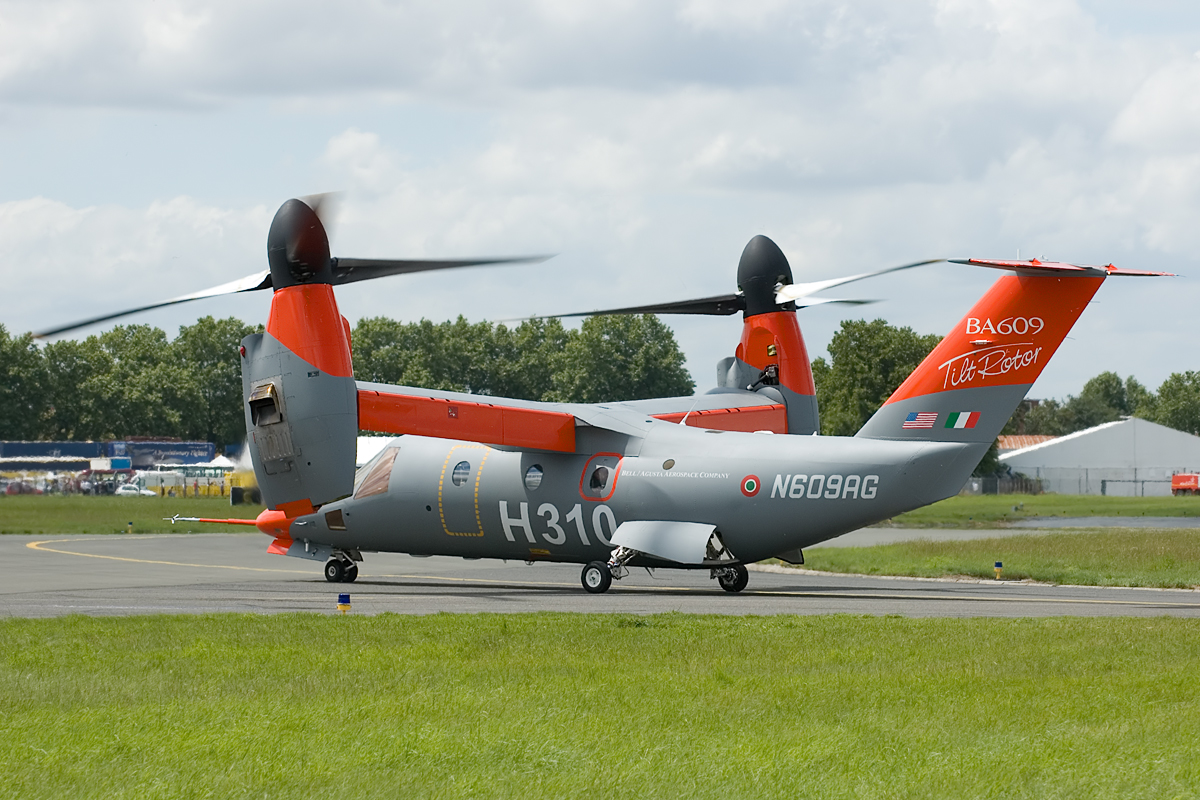
AW609巴黎航展2007

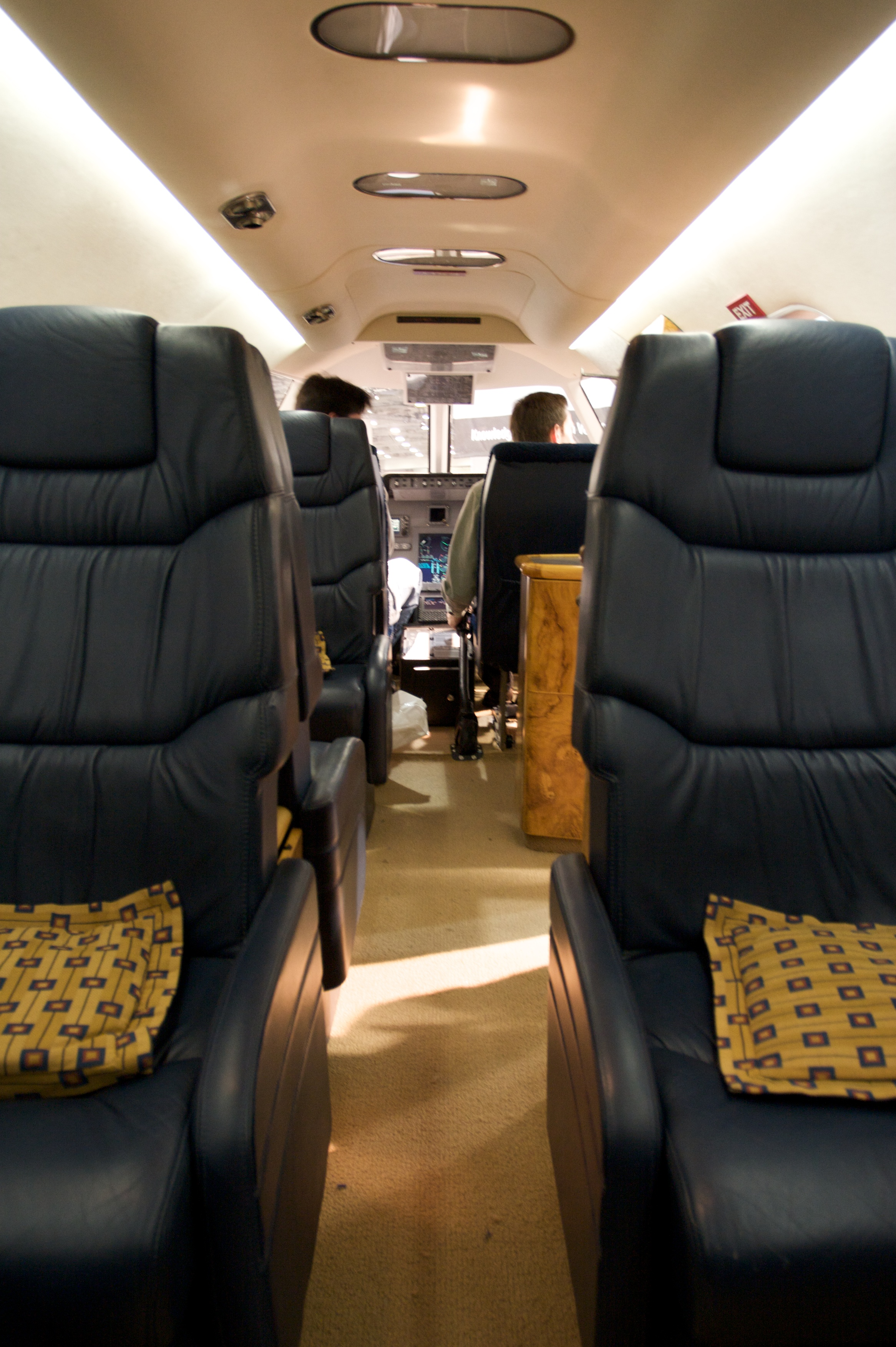
內部

参考资料：The International Directory of Civil Aircraft, 2003–2004, Jane's 2000, and the AgustaWestland BA609 profile
基本信息
- 机组：1 or 2
- 容量：6 to 9 passengers/5,500英磅（2,500） payload

性能